# Юношеские Олимпийские игры

Юношеские Олимпийские игры — специальные Олимпийские игры среди молодых спортсменов в возрасте от 14 до 18 лет. Проходят как летние, так и зимние Игры. Они проводятся раз в четыре года — летние с 2010 года, а зимние с 2012. Их предшественником являлись Всемирные юношеские игры, проходившие (начиная с игр 1998 года в Москве) под эгидой Международного олимпийского комитета.

## Летние юношеские Олимпийские игры
| №   | Год  | Город        | Страна    | Количество спортсменов | Количество стран | Виды спорта |
| --- | ---- | ------------ | --------- | ---------------------- | ---------------- | ----------- |
| I   | 2010 | Сингапур     | Сингапур  | 3531                   | 204              | 26          |
| II  | 2014 | Нанкин       | Китай     | 3600                   | 201              | 28          |
| III | 2018 | Буэнос-Айрес | Аргентина | 3997                   | 206              | 32          |
| IV  | 2026 | Дакар        | Сенегал   |                        |                  |             |

## Зимние юношеские Олимпийские игры
| №   | Год  | Город       | Страна           | Количество спортсменов | Количество стран | Виды спорта |
| --- | ---- | ----------- | ---------------- | ---------------------- | ---------------- | ----------- |
| I   | 2012 | Инсбрук     | Австрия          | 1059                   | 67               | 15          |
| II  | 2016 | Лиллехаммер | Норвегия         | 1071                   | 71               | 15          |
| III | 2020 | Лозанна     | Швейцария        | 1872                   | 79               | 16          |
| IV  | 2024 | Канвондо    | Республика Корея |                        |                  |             |